# Јадран филм
Јадран филм је предузеће за производњу и дистрибуцију филма у Загребу основано 1946. године.

## Историја
Јадран филм је основан 1946. године, а први филм Живјеће овај народ је продуцирао 1947, у режији Николе Поповића.
Јадран филм је у периоду од 1960. до 1990. године био највећи и најпознатији филмски студио у средњој Европи, у том периоду је снимљено 145 међународних копродукција и 124 домаћа филма. Средином 1980-их Јадран филм оснива сопствену видео подружницу под називом „Јадран филм видео“, која постаје званични дистрибутер VHS касета са филмовима компанија Warner Home Video и MGM/UA Home Video за територију СФР Југославије, а након распада Југославије за територију Републике Хрватске.

## Продукција филмова
| Година | Филм                                                         |
| ------ | ------------------------------------------------------------ |
| 1947.  | Живјеће овај народ                                           |
| 1949.  | Застава                                                      |
| 1950.  | Плави 9                                                      |
| 1951.  | Бакоња фра Брне                                              |
| 1952.  | Цигули Мигули                                                |
| 1952.  | У олуји                                                      |
| 1953.  | Камени хоризонти                                             |
| 1953.  | Сињи галеб                                                   |
| 1954.  | Концерт                                                      |
| 1955.  | Девојка и храст                                              |
| 1955.  | Јубилеј господина Икла                                       |
| 1955.  | Милиони на отоку                                             |
| 1956.  | Не окрећи се сине                                            |
| 1956.  | Опсада                                                       |
| 1957.  | Наши се путови разилазе                                      |
| 1957.  | Није било узалуд                                             |
| 1957.  | Само људи                                                    |
| 1957.  | Свога тела господар                                          |
| 1959.  | Пукотина раја                                                |
| 1959.  | Влак без возног реда                                         |
| 1960.  | Девети круг                                                  |
| 1960.  | Кота 905                                                     |
| 1960.  | Рат                                                          |
| 1960.  | Сигнали над градом                                           |
| 1961.  | Абецеда страха                                               |
| 1961.  | Мартин у облацима                                            |
| 1961.  | Потрага за змајем                                            |
| 1961.  | Пустолов пред вратима                                        |
| 1961.  | Срећа долази у 9                                             |
| 1961.  | Судар на паралелама                                          |
| 1962.  | Да ли је умро добар човјек?                                  |
| 1962.  | Рана јесен                                                   |
| 1962.  | Шеки снима, пази се                                          |
| 1962.  | Сјенка славе                                                 |
| 1963.  | Човјек са фотографије                                        |
| 1963.  | Двоструки обруч                                              |
| 1963.  | Лицем у лице                                                 |
| 1963.  | Невесињска пушка                                             |
| 1963.  | Опасни пут                                                   |
| 1964.  | Николетина Бурсаћ                                            |
| 1964.  | Право стање ствари                                           |
| 1964.  | Прометеј с отока Вишевице                                    |
| 1964.  | Свануће                                                      |
| 1965.  | Човик од свита                                               |
| 1965.  | Друга страна медаље                                          |
| 1965.  | Кључ                                                         |
| 1965.  | Доћи и остати                                                |
| 1966.  | Поглед у зјеницу сунца                                       |
| 1966.  | Понедељак или уторак                                         |
| 1966.  | Рондо                                                        |
| 1966.  | Седми континент                                              |
| 1967.  | Бреза                                                        |
| 1967.  | Илузија                                                      |
| 1967.  | Каја, убит ћу те!                                            |
| 1968.  | Голи човјек                                                  |
| 1968.  | Гравитација или фантастична младост чиновника Бориса Хорвата |
| 1968.  | Имам двије маме и два тате                                   |
| 1968.  | Три сата за љубав                                            |
| 1969.  | Дивљи анђели                                                 |
| 1969.  | Догађај                                                      |
| 1970.  | Храњеник                                                     |
| 1970.  | Иду дани                                                     |
| 1970.  | Једанаеста заповијед                                         |
| 1970.  | Лисице                                                       |
| 1970.  | Пут у рај                                                    |
| 1971.  | Романса коњокрадице                                          |
| 1971.  | Мириси, злато и тамјан                                       |
| 1971.  | Путовање на мјесто несреће                                   |
| 1971.  | У гори расте зелен бор                                       |
| 1972.  | Послијеподне једног фазана                                   |
| 1972.  | Вук самотњак                                                 |
| 1973.  | Кужиш стари мој                                              |
| 1973.  | Тимон                                                        |
| 1974.  | Депс                                                         |
| 1974.  | Капетан Микула Мали                                          |
| 1974.  | Куд пукло да пукло                                           |
| 1974.  | Представа „Хамлета“ у Мрдуши Доњој                           |
| 1975.  | Хитлер из нашег сокака                                       |
| 1975.  | Кућа                                                         |
| 1975.  | Муке по Мати                                                 |
| 1975.  | Сарајевски атентат                                           |
| 1975.  | Атентат у Сарајеву                                           |
| 1975.  | Сељачка буна 1573                                            |
| 1976.  | Избавитељ                                                    |
| 1976.  | Четири дана до смрти                                         |
| 1976.  | Врхови Зеленгоре                                             |
| 1977.  | Хајдучка времена                                             |
| 1977.  | Летачи великог неба                                          |
| 1977.  | Луди дани                                                    |
| 1977.  | Мећава                                                       |
| 1977.  | Не нагињи се ван                                             |
| 1977.  | Пуцањ                                                        |
| 1978.  | Браво маестро                                                |
| 1978.  | Окупација у 26 слика                                         |
| 1978.  | Последњи подвиг диверзанта Облака                            |
| 1979.  | Човјек кога треба убити                                      |
| 1979.  | Дај што даш                                                  |
| 1979.  | Новинар                                                      |
| 1979.  | Повратак                                                     |
| 1979.  | Успорено кретање                                             |
| 1980.  | Изгубљени завичај                                            |
| 1980.  | Луда кућа                                                    |
| 1981.  | Гости из галаксије                                           |
| 1981.  | Само једном се љуби                                          |
| 1981.  | Сјећаш ли се Доли Бел                                        |
| 1981.  | Снађи се друже                                               |
| 1981.  | Пад Италије                                                  |
| 1981.  | Бановић Страхиња                                             |
| 1982.  | Хоћу живјети                                                 |
| 1982.  | Киклоп                                                       |
| 1982.  | Немир                                                        |
| 1982.  | Сервантес из Малог Миста                                     |
| 1984.  | Амбасадор                                                    |
| 1984.  | Мала пљачка влака                                            |
| 1984.  | У раљама живота                                              |
| 1984.  | Рани снег у Минхену                                          |
| 1985.  | Антиказанова                                                 |
| 1985.  | Црвени и црни                                                |
| 1985.  | За срећу је потребно троје                                   |
| 1986.  | Обећана земља                                                |
| 1986.  | Вечерња звона                                                |
| 1987.  | Осуђени                                                      |
| 1987.  | Официр са ружом                                              |
| 1988.  | Халоа — празник курви                                        |
| 1989.  | Ђавољи рај                                                   |
| 1989.  | Донатор                                                      |
| 1989.  | Глембајеви                                                   |
| 1990.  | Карневал, анђео и прах                                       |
| 1990.  | Глуви барут                                                  |
| 1991.  | Крхотине                                                     |
| 1991.  | Вријеме ратника                                              |
| 1992.  | Каменита врата                                               |
| 1993.  | Вријеме за                                                   |
| 1994.  | Цијена живота                                                |
| 1994.  | Вуковар се враћа кући                                        |
| 1995.  | Ноћ за слушање                                               |
| 1995.  | Рбљева фреска                                                |
| 1995.  | Испрани                                                      |
| 1995.  | Госпа                                                        |
| 1996.  | Седма кроника                                                |
| 1996.  | Путовање тамном полутком                                     |
| 1998.  | Кад мртви запјевају                                          |
| 2002.  | Потонуло гробље                                              |
| 2003.  | Свјетско чудовиште                                           |
| 2003.  | Ту                                                           |